# Abdoulaye Diabaté
Pour les articles homonymes, voir Diabaté.
Abdoulaye Diabaté est un chanteur et griot malien né en 1947 ou en 1948 à Cinzana-Gare dans la région de Ségou (Mali).

## Biographie
Abdoulaye Diabaté est le fils de Baba Diabaté, chef traditionnel des djélis Diabaté de Ségou, et d’Assitan Dembélé, chanteuse. Il fait ses études à l’école coranique et à l’école française jusqu’à ses 16 ans. En 1972, il obtient un CAP de comptabilité au Centre de formation professionnelle de Bamako.
Membre des Pionniers du Mali, il s’initie dès 14 ans au théâtre.
En 1975, il participe avec le groupe Koulé Star de Koutiala à un premier concert, remplaçant le chanteur principal. En 1976, il intègre l’orchestre régional de Ségou. Il intègre ensuite l’orchestre régional de Sikasso.

## Discographie
- 1988 : Massadjourou (Syllart)
- 1989 : Kassikoun (Syllart)
- 1992 : Namawou (Syllart)
- 1993 : Tabalé (Syllart)
- 1995 : Djiriyo (Compil Tabalé + Namawou; Syllart/Stern's)
- 1998 : Bendé (Mali K7)
- 1999 : Best Of (Mali K7)
- 2000 : Makan (Syllart)
- 2002 : Samory (Cobalt)